# Ongiin Chiid
Ongiin Chiid (Mongools: Онгийн Хийд) is een historisch boeddhistisch klooster in het zuidwesten van de ajmag (provincie) Dundgovi in Mongolië.
Het klooster bevindt zich in de droge omgeving van de Gobiwoestijn, op beide oevers van het riviertje Ongi. Het werd in 1760 gesticht en bestaat uit twee delen: Barlim Chiid (op de noordoever) en Chutagt Chiid (zuidoever). Chiid is het Mongoolse woorde voor "klooster".
In 1937 werd het hele complex volledig verwoest onder de communistische regering van Chorloogijn Tsjoibalsan. Ook tegenwoordig liggen er nog veel stukken puin van lemen tegels langs de rivier en op de omringende heuvels. Boven alles uit steekt de ruïne van een stoepa. Aan de rand van het kloosterterrein groeien enkele zeer oude iepen.
In de jaren 1990 begon de herbouw. De eerste tempel was in 2004 klaar. In 2008 woonden er weer 13 monniken. Aan de voorzijde bevindt zich in een ger een klein museum. Op een van de weer opgerichte stoepa's zijn op plaketten de namen van monniken aangebracht, die in 1937 werden vermoord.
In de directe nabijheid van het klooster als ook wat verderop in de omgeving, zijn enkele joertencampings om toeristen onder te brengen. Verdere mogelijkheden voor onderdak en inkopen zijn te vinden in het op ongeveer 20 km afstand gelegen Saihan Ovoo.

## Afbeeldingen

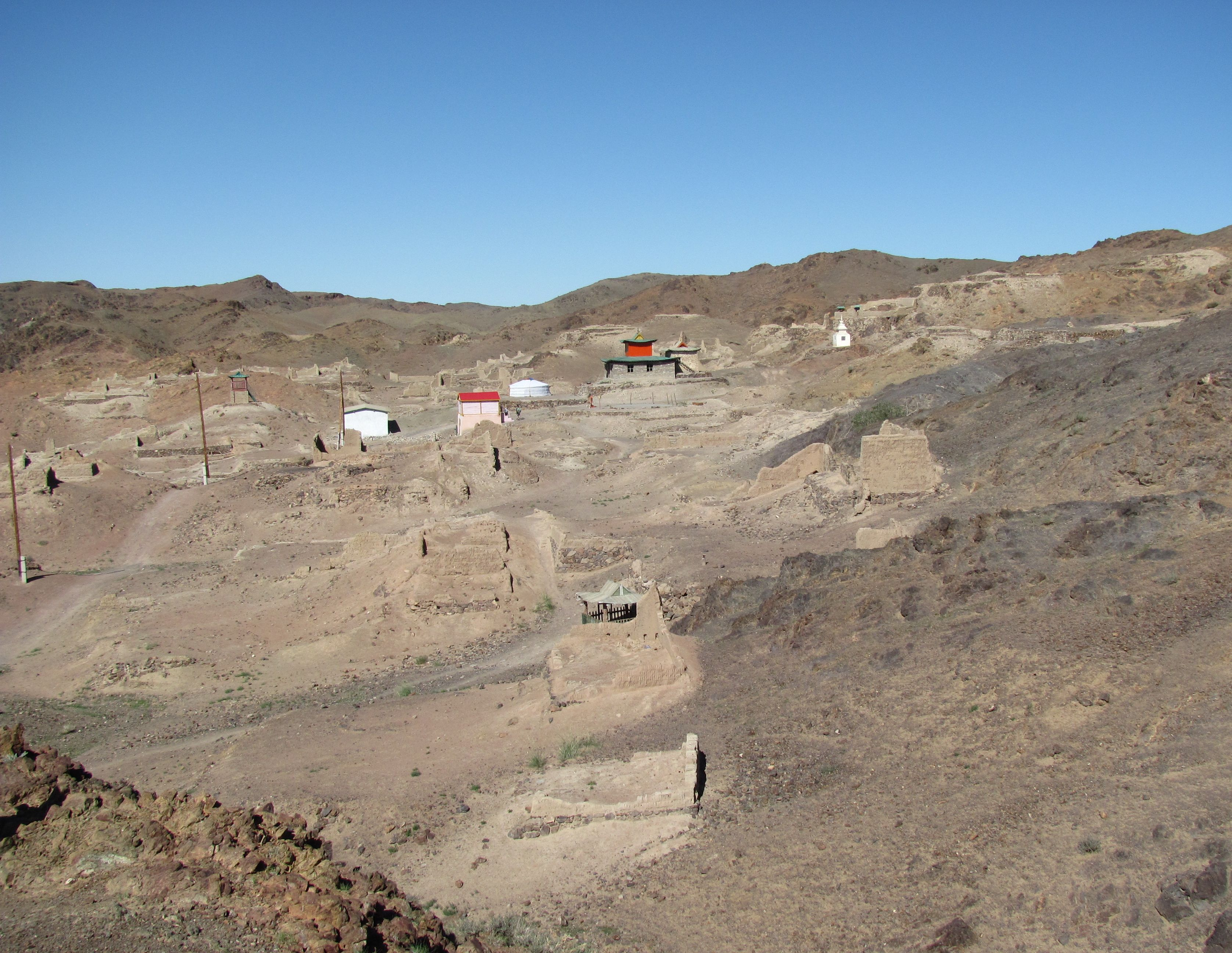
Overzicht kloosterterrein
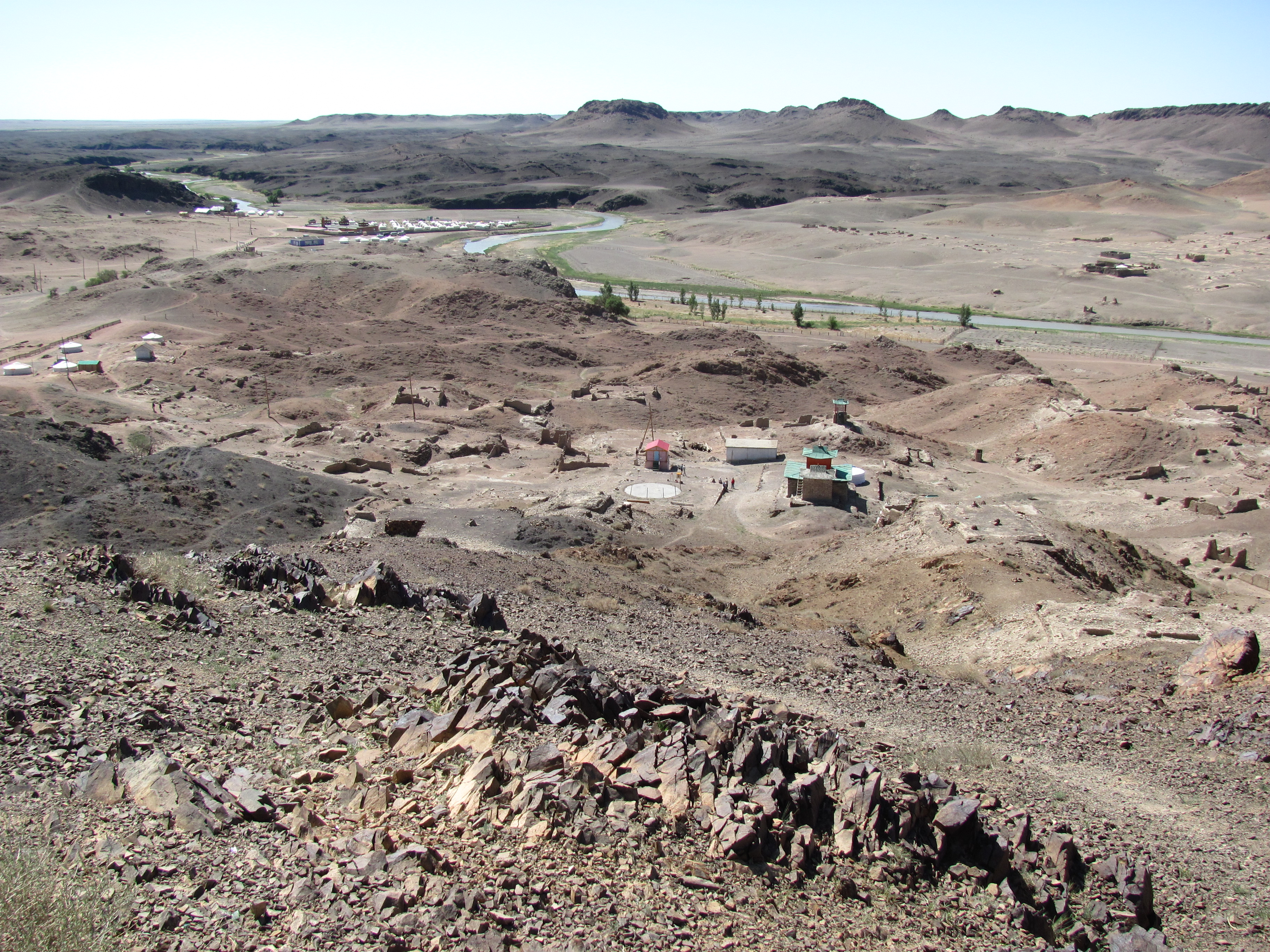
Ongiin Chiid in herbouw, riviertje Ongiin Gol op achtergrond
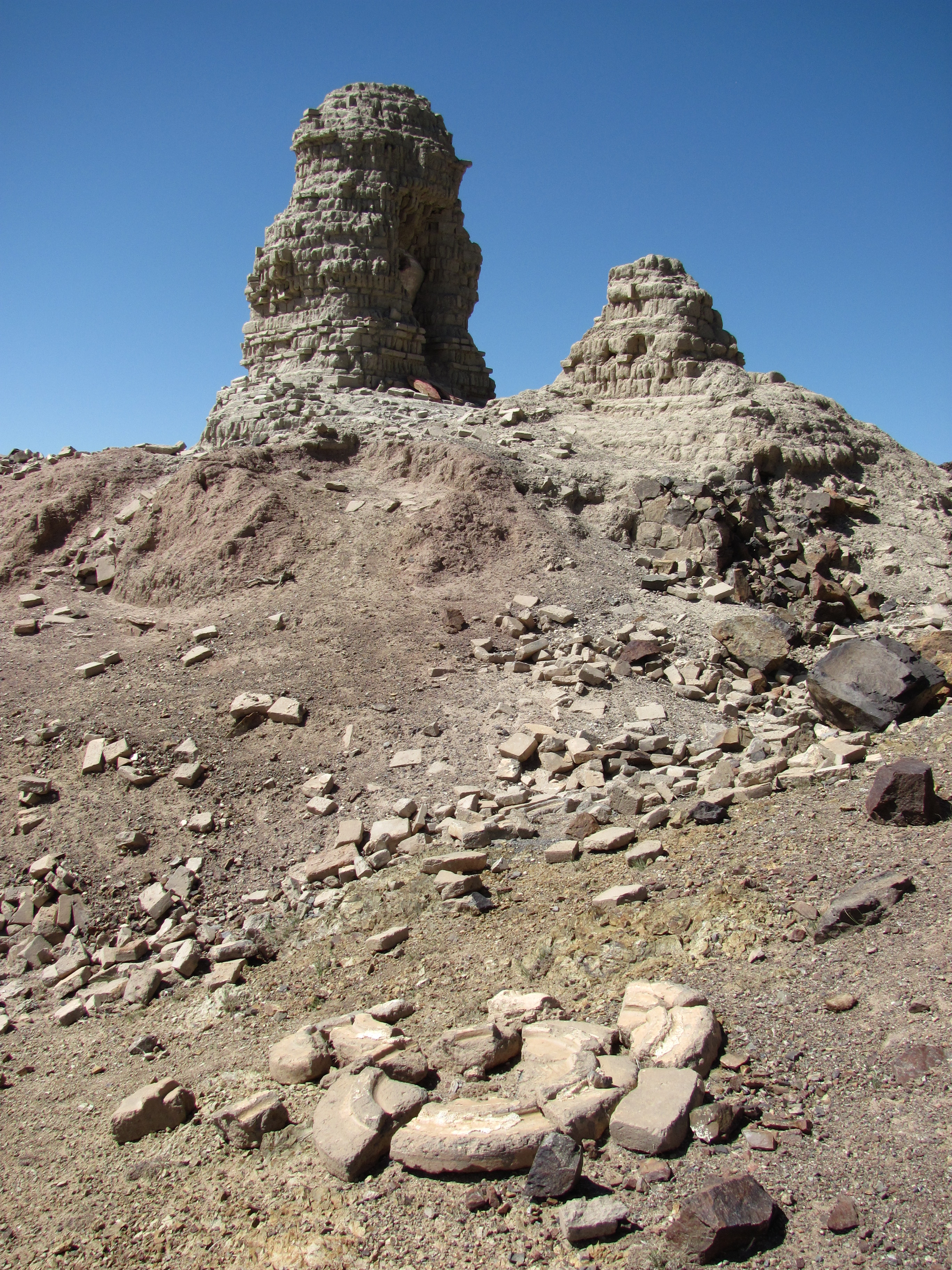
Stoepa.
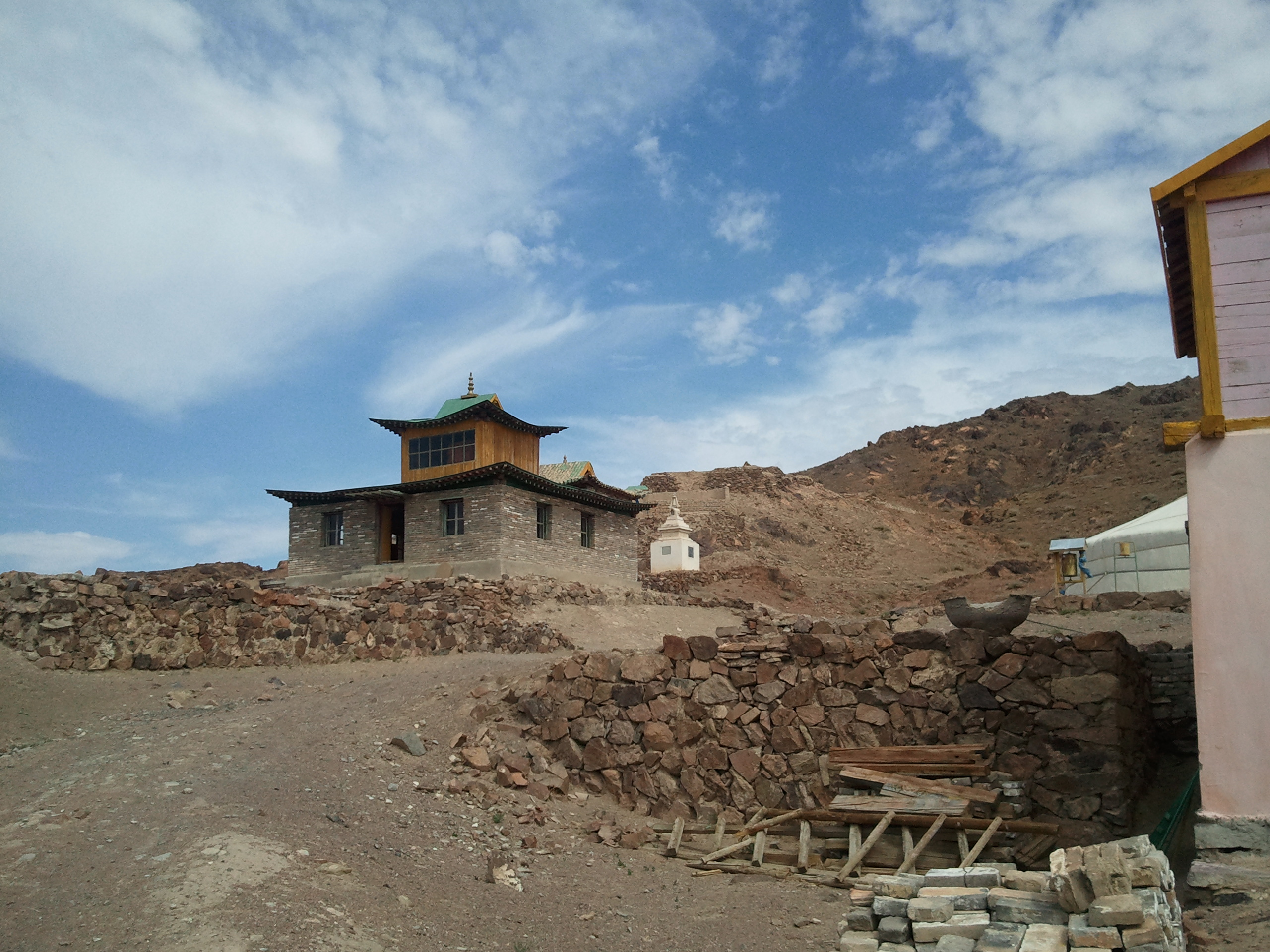
De eerste heropgerichte tempel bij Ongiin Chiid